# Donja Pastuša
Donja Pastuša je naselje u Republici Hrvatskoj, u sastavu Grada Petrinja, Sisačko-moslavačka županija. 

## Povijest
U šumskom predjelu kod Pastuše potkraj srpnja 1991. godine velikosrpski su agresori nakon zatočeništva ubili četvoricu hrvatskih civila – Antuna Kardaša, Petra Pavića, Peru Likovića i Nikolu Nogića, pripadnika civilne zaštite Zvonka Govorčinovića, te dvojicu hrvatskih branitelja Petra Nogića i Davora Pavlovića. Sve su žrtve s kostajničkog i glinskog područja.
U petak 12. lipnja 2015. u spomen tim žrtvama otkriven je još jedan u nizu spomenika kojim se obilježavaju masovne grobnice hrvatskih civila i branitelja koje su ubili velikosrbi u agresiji na Hrvatsku. Spomen-obilježje je crni obelisk s raspuklinom u obliku križa, a na sredini je silueta ranjene golubice koja je simbol na svim označenim masovnim grobnicama u Hrvatskoj.

## Stanovništvo
Prema popisu stanovništva iz 2001. godine, naselje je imalo 7 stanovnika te 2 obiteljskih kućanstava.
| broj stanovnika | 222   |       |       | 140   | 127   | 145   |       |       | 117   | 114   | 120   | 105   | 88    | 61    | 7     | 11    | 6     |
|                 | 1857. | 1869. | 1880. | 1890. | 1900. | 1910. | 1921. | 1931. | 1948. | 1953. | 1961. | 1971. | 1981. | 1991. | 2001. | 2011. | 2021. |